# 江戸川区立春江小学校
江戸川区立春江小学校（えどがわくりつはるえしょうがっこう）とは、東京都江戸川区瑞江にある公立小学校。通称「春小」

## 概要
江戸川区立春江小学校は、1965年（昭和40年）開校したが、それまでは、江戸川区立瑞江小学校の分校（分校設置時は瑞江尋常小学校）として存在していた。

## 沿革
江戸川区立春江小学校は、1932年6月28日、瑞江尋常小学校の分校として設立され、1965年4月1日、春江小学校として独立した。

### 分校時の沿革
- 1932年
  - 6月28日 - 瑞江尋常小学校の分校と認められる。
  - 10月1日 - 瑞江尋常小学校一之江分校と称される。
- 1947年4月1日 - 江戸川区立瑞江小学校一之江分校となる。
- 1958年3月3日 - 新中川建設の工事により、瑞江小学校椿分校となる。

### 江戸川区立春江小学校開校後の沿革
- 1965年
  - 4年1日 - 江戸川区立春江小学校が開校する。（児童数/386名）
  - 6月22日 - 江戸川区立春江小学校の開校式典を挙行した。
- 1966年3月3日 - 校歌制定発表会
- 1975年6月28日 - 創立10周年（児童数/984名）
- 1981年4月1日 - 江戸川区立新堀小学校の開校により、児童数551名が転校する。
- 1985年
  - 6月28日 - 創立20周年（児童数/697名）
  - 11月 13日 - 創立20周年記念式典を挙行する。
- 1995年6月28日 - 創立30周年　（児童数/438名）
- 1996年4月1日 - 創意のある教育奨励校として、受賞する。
- 1998年12月18日 - 学校給食優良学校に指定される。
- 1999年
  - 10月20日 - 学校給食に対して文部大臣より表彰される。
  - 12月23日 - かんぽ作文コンクールにおいて、郵政大臣賞を受賞する。
- 2004年4月1日 - スクスクスクールが始まる。
- 2005年
  - 6月28日 - 開校40周年（児童数/571名）
  - 10月25日 - 開校40周年記念式典を挙行する。
- 2010年5月17日 - 学校応援団が発足する。
- 2015年
  - 4月1日 - 新校舎に移転する。
  - 6月28日 - 開校50周年（児童数/862名）
  - 11月28日 - 開校50周年記念式典が行われる。

## クラブ・委員会活動

### クラブ活動
理科クラブ
料理クラブ
日本文化クラブ
図書クラブ
まんが・イラストクラブ
パソコンクラブ
手芸クラブ
器楽クラブ
室内ゲームクラブ
ダンスクラブ
工作クラブ
遊具クラブ
卓球クラブ
ソフトバレーボールクラブ
球技クラブ
陸上クラブ
バドミントンクラブ

### 委員会活動
放送委員会
保健委員会
図書委員会
集会委員会
園芸委員会
給食委員会
体育委員会
理科委員会
代表委員会
掲示委員会
美化委員会
飼育委員会

## 通学区域
江戸川区立春江小学校の通学区域は、春江町 (江戸川区)2丁目と3丁目の一部、瑞江1丁目と3丁目の一部、谷河内2丁目である。

## 交通
- 京成バス（小76系統）春江小学校下車 徒歩2分

## 進学先中学校
- 江戸川区立春江中学校